# Lista de viagens primo-ministeriais de Theresa May
Esta é uma lista de viagens diplomáticas primo-ministeriais realizadas por Theresa May, Primeira-ministra do Reino Unido. Em janeiro de 2017, May havia visitado 14 países desde o início de seu governo em 13 de julho de 2016 até a sua renúncia em 24 de julho de 2019.

## Viagens por país

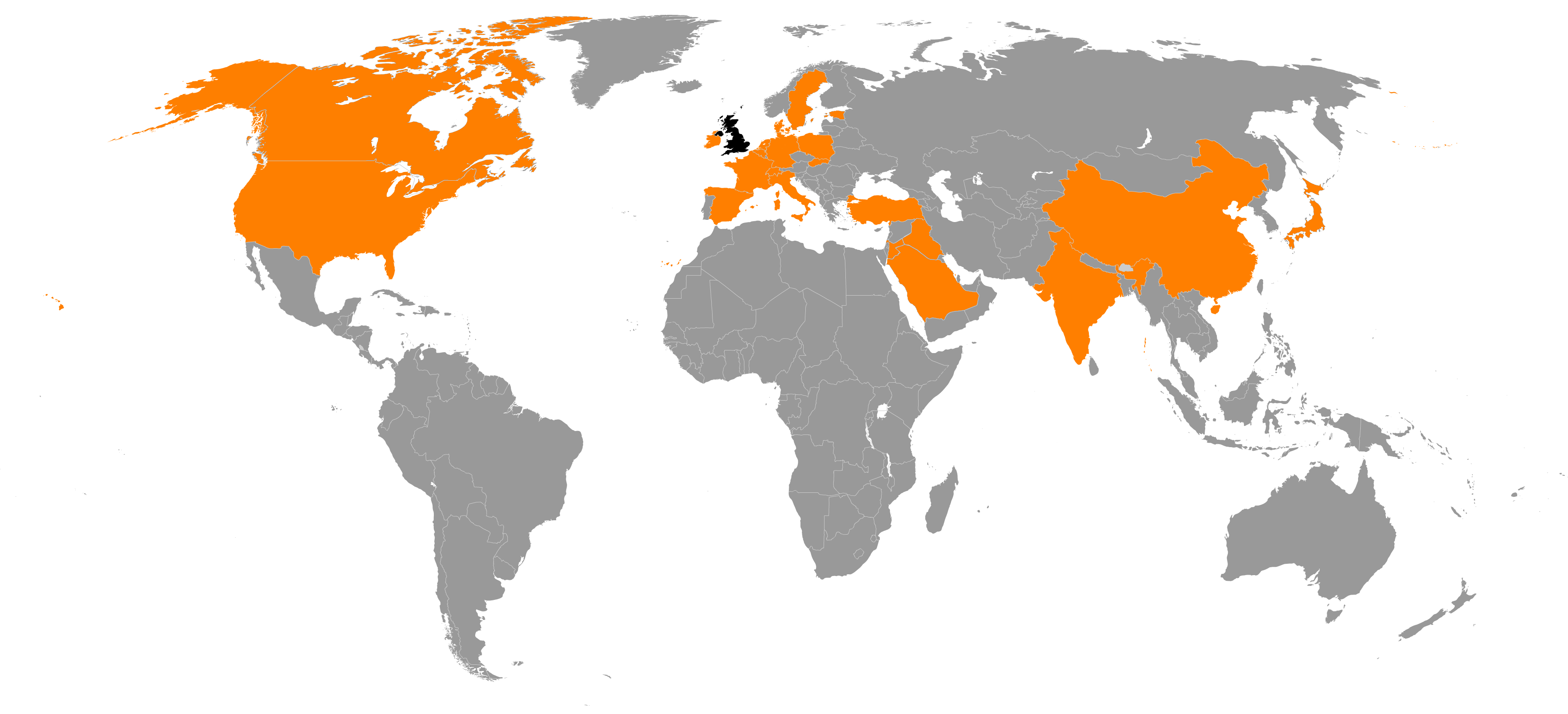
Países visitados por Theresa May ao longo de 2016.

| Número de visitas | País                                                                                            |
| ----------------- | ----------------------------------------------------------------------------------------------- |
| 1 visita          | Bahrein, China, Dinamarca, Eslováquia, Espanha, França, Índia, Itália, Países Baixos e Polônia. |
| 2 visitas         | Alemanha, Bélgica, Estados Unidos e Canadá.                                                     |

## 2016
| País           | Cidade/Região        | Período           | Anfitrião            | Detalhes |
| -------------- | -------------------- | ----------------- | -------------------- | --- |
| Alemanha       | Berlim               | 20-21 de julho    | Angela Merkel        | Em sua viagem inaugural, May foi recebida pela Chanceler Angela Merkel para discutir as relações entre os dois países à medida que o Reino Unido se prepara para deixar oficialmente a União Europeia. May insistiu que seu país pretende manter "os mais próximos laços econômicos" com países do continente apesar da decisão política e confirmou que não pretendia invocar o Artigo 50 do Tratado de Lisboa em 2016 por conta da "sensível e ordenada saída" que este implica. |
| França         | Paris                | 21 de julho       | François Hollande    | May foi recebida no Palácio do Eliseu pelo Presidente François Hollande para discutir as relações entre os dois países enquanto o Reino Unido se prepara para deixar oficialmente a União Europeia. No entanto, May reforçou seu comunicado de pretender manter "os mais próximos laços econômicos" com os demais países do continente. |
| Itália         | Roma                 | 27 de julho       | Matteo Renzi         | May reuniu-se com o Primeiro-ministro Matteo Renzi na Villa Doria Pamphili para debater a relação do Reino Unido com os países vizinhos após a saída da União Europeia. Os dois chefes de governos concordaram em manter "relações profunda e próximas" após a saída oficial do país. Renzi, inclusive, afirmou que as negociações acerca do "Brexit" deveriam seguir de forma "mais eficiente possível" e sugeriu o estabelecimento de um calendário para tal. Em coletiva de imprensa, May afirmou que o governo britânico iria garantir os direitos de cidadãos europeus residentes no país |
| Eslováquia     | Bratislava           | 28 de julho       | Robert Fico          | Em Bratislava, May reuniu-se com o Primeiro-ministro Robert Fico para discutir os efeitos da saída do Reino Unido da União Europeia. |
| Polónia        | Varsóvia             | 28 de julho       | Andrzej Duda         | Após a rápida visita a Bratislava, May dirigiu-se a Varsóvia, onde foi recebida pelo Primeiro-ministro Beata Szydło para discutir os efeitos da saída do Reino Unido da União Europeia. |
| China          | Hangzhou             | 4-5 de setembro   | Xi Jinping           | May viajou para Hangzhou para realização da 11.ª reunião de cúpula do G20. |
| Estados Unidos | Nova Iorque          | 19-20 de setembro | Ban Ki-moon          | May compareceu ao Debate Geral da 71ª Sessão da Assembleia Geral das Nações Unidas, na sede da organização em Nova Iorque. A primeira-ministra britânica também realizou encontros bilaterais com o Secretário-geral Ban Ki-moon e outros líderes mundiais, como Malcolm Turnbull, Abdel Fattah el-Sisi, Hassan Rouhani e Shinzō Abe. Na conclusão da viagem, compareceu a uma recepção de investidores americanos que operam no Reino Unido. |
| Dinamarca      | Kongens Lyngby       | 10 de outubro     | Lars Løkke Rasmussen | Em Marienborg, May reuniu-se com o Primeiro-ministro Lars Løkke Rasmussen. Lokke afirmou que os governos dos dois países buscariam um "divórcio amigável" após a invocação do Artigo 50 do Tratado da União Europeia, previsto para o fim de março de 2017. Ambos os líderes "concordaram firmemente" em "manter o livre comércio" após as negociações do "Brexit". |
| Países Baixos  | A Haia               | 10 de outubro     | Mark Rutte           | May reuniu-se com o Primeiro-ministro Mark Rutte em Haia para angariar o apoio neerlandês às negociações do "Brexit". Ambos os líderes discutiram os efeitos da medida nas relações bilaterais. |
| Espanha        | Madrid               | 13 de outubro     | Mariano Rajoy        | May reuniu-se com o Presidente de Governo Mariano Rajoy durante um almoço diplomático no Palácio da Moncloa, Madrid, para discussão dos efeitos do "Brexit" nas relações anglo-espanholas. Quanto à proposta do referendo sobre a independência da Escócia, Rajoy afirmou que a Espanha permanece aliada à "integridade" do Reino Unido. May comprometeu-se a defender os interesses da Espanha no Reino Unido após a saída do país da União Europeia. |
| Bélgica        | Bruxelas             | 20 de outubro     | Donald Tusk          | May compareceu à sua primeira reunião do Conselho Europeu, onde foi debatida a crise migratória, comércio e a situação política russa. A primeira-ministra anunciou ainda as negociações sobre o Artigo 50 do Tratado de Lisboa para março de 2017. |
| Índia          | Nova Délhi Bangalore | 6-8 de novembro   | Narendra Modi        | May e o Primeiro-ministro Narendra Modi discutiram os efeitos do "Brexit" às relações entre Índia e Reino Unido. |
| Alemanha       | Berlim               | 18 de novembro    | Angela Merkel        | May reuniu-se com a Chanceler Angela Merkel, o presidente francês François Hollande, o Primeiro-ministro italiano Matteo Renzi e o Presidente estadunidense Barack Obama para discutir comércio, a Crise Ucraniana e as operações do Estado Islâmico do Iraque e do Levante. |
| Bahrein        | Manama               | 6-7 de dezembro   | Khalifa bin Salman   | May participou de cimeira do Conselho de Cooperação do Golfo em Manama, realizando encontros bilaterais com líderes de cada um dos países membros sobre cooperação em áreas de segurança, comércio e investimento. As guerras civis Síria e Iemenita e o programa nuclear iraniano também estiveram em pauta durante as conversações. Posteriormente, May visitou a tripulação do HMS Ocean (L12), tornando-se ainda a primeira mulher e o primeiro chefe de governo britânico a participar da cimeira do CCG.                                                                                 |
| Bélgica        | Bruxelas             | 15 de dezembro    | Donald Tusk          | May viajou a Bruxelas para realização de Conselho Europeu. |

## 2017
| País           | Cidade/Região               | Período                    | Anfitrião            | Detalhes |
| -------------- | --------------------------- | -------------------------- | -------------------- | --- |
| Suíça          | Davos                       | 18 de janeiro              | Doris Leuthard       | May viajou a Davos para o Fórum Econômico Mundial. Na ocasião, afirmou que o processo de saída do Reino Unido da União Europeia não implicará um desligamento dos laços econômicos com os países do bloco, defendendo também uma maior atenção a globalização da economia. |
| Estados Unidos | Filadélfia Washington, D.C. | 26-27 de janeiro           | Donald Trump         | May foi a primeira dignitária estrangeira recebida pelo Presidente Donald Trump, apenas seis dias após sua posse. A primeira-ministra britânica reuniu-se com congressistas republicanos durante o recesso bianual na Filadélfia, onde pediu que o Congresso não negligenciasse o acordo nuclear com o Irã e fez um chamado ao apoio às organizações internacional, como a OTAN e as Nações Unidas. Em Washington, reuniu-se com Trump para discutir relações comerciais, a atuação da OTAN, Guerra Civil Síria e relações com a Rússia. No último dia de viagem, May prestou homenagem na Tumba dos Desconhecidos no Cemitério Nacional de Arlington.       |
| Turquia        | Ancara                      | 28 de janeiro              | Recep Tayyip Erdoğan | Em sua viagem à Turquia, May reuniu-se com o Presidente Recep Tayyip Erdoğan e o Primeiro-ministro Binali Yıldırım, tornando-se o primeiro líder estrangeiro a visitar o país após a tentativa de golpe de Estado de 2016. Entre as questões debatidas, os líderes discutiram os acordos de livre comércio após o Brexit, o combate ao terrorismo, a Guerra Civil Síria e a mais recente proposta de reunificação do Chipre. A primeira-ministra concordou no financiamento dos jatos militares TAI TFX. |
| Irlanda        | Dublin                      | 30 de janeiro              | Enda Kenny           | Em Dublin, May foi recebida pelo Taoiseach Enda Kenny para discutir a saída do Reino Unido da União Europeia. |
| Malta          | Valetta                     | 3 de fevereiro             |                      | May compareceu à cimeira da União Europeia, onde foram debatidos temas como a crise imigratória no continente, a presidência de Donald Trump e o Brexit. Durante a reunião de cúpula, May teve a oportunidade de discutir planos para a invocação do Artigo 50 do Tratado da União Europeia, que prevê o desligamento de Estados-membros da organização. |
| Bélgica        | Bruxelas                    | 9-10 de março              | Donald Tusk          | May participou da Cimeira do Conselho Europeu. |
| Jordânia       | Hamã                        | 3 de abril                 | Rei Abdullah II      | May visito a Jordânia, onde foi recebida com honras pelo Rei Abdullah II para discussões sobre os refugiados, segurança internacional e a crise política do Oriente Médio. May anunciou uma iniciativa conjunta entre os dois países contra o terrorismo, em especial o Estado Islâmico do Iraque e do Levante. Os dois líderes firmaram ainda diversos acordos de cooperação na área de tecnologia. |
| Arábia Saudita | Riade                       | 4-5 de abril               | Rei Salman           | May visitou a Arábia Saudita, onde reuniu-se com o Rei Salman para discutir temas de interesse mútuo, como o combate ao terrorismo, medidas de segurança regional, a crise política no Oriente Média e o futuro das relações comerciais. May reuniu-se com o Ministro de Energia para discutir política energética e investimento árabe no Reino Unido. No encerramento da visita, a primeira-ministra foi condecorada com a Ordem do Rei Abdulaziz. |
| Bélgica        | Bruxelas                    | 25-26 de maio              |                      | May compareceu à Cimeira da OTAN em Bruxelas. |
| Itália         | Taormina                    | 26-27 de maio              | Paolo Gentiloni      | May compareceu à 43.ª reunião de cúpula do G7, liderando as discussões sobre o combate ao terrorismo. |
| França         | Paris Saint-Denis           | 13 de junho                | Emmanuel Macron      | May visitou a França, onde foi recebida solenemente pelo Presidente Emmanuel Macron no Palácio do Eliseu. Ambos os líderes compareceram a um evento esportivo entre os dois países. |
| Bélgica        | Bruxelas                    | 22-23 de junho             |                      | May compareceu à Cimeira da União Europeia. |
| Alemanha       | Berlim                      | 29 de junho                | Angela Merkel        | May reuniu-se com outros chefes de Estado e de governo do continente como parte dos preparativos para a reunião de cúpula do G20. |
| França         | Estrasburgo                 | 1 de julho                 | Emmanuel Macron      | May participou das homenagens ao antigo Chanceler alemão Helmut Kohl na sede do Parlamento Europeu. |
| Alemanha       | Hamburgo                    | 7-8 de julho               | Angela Merkel        | May participou da 12.ª reunião de cúpula do G20. |
| Bélgica        | Ypres                       | 31 de julho                | Charles Michel       | May participou das celebrações pelo 100º aniversário da Batalha de Passchendaele. |
| Japão          | Tóquio                      | 30 de agosto-1 de setembro | Shinzō Abe           | May viajou ao Japão visando melhorar as relações entre os dois países e discutir um potencial acordo comercial após a conclusão do Brexit. Japan Sua visita também envolveu discussões sobre os testes nucleares da Coreia do Norte, que ultrapassaram o território japonês. Em Tóquio, May foi recebida pelo Imperador Akihito e o Primeiro-ministro Shinzō Abe, com quem concordou em aprofundar as relações comerciais futuras. |
| Canadá         | Ottawa                      | 18 de setembro             | Justin Trudeau       | Em sua primeira viagem ao país, May foi recebida pelo Primeiro-ministro Justin Trudeau para aprofundar os lações culturais e comerciais entre as duas nações. Inovação tecnológica, segurança, mudanças climáticas e igualdade de gêneros estiveram entre os tópicos debatidos pelos líderes. Posteriormente, May demonstrou solidariedade à Bombardier Aerospace em sua disputa com a Boeing. |
| Estados Unidos | Nova Iorque                 | 19-20 de setembro          | António Guterres     | May viajou a Nova Iorque para participar da Assembleia Geral das Nações Unidas juntamente com o Secretário do Exterior britânico Boris Johnson. Ao chegar em Nova Iorque, May realizou uma coletiva de imprensa sobre o Brexit e sua relação política com Johnson, além de participar de uma reunião especial com Ivanka Trump e o Secretário-geral António Guterres. Em 20 de setembro, May teve uma reunião bilateral com o Presidente iraniano Hassan Rouhani, que anunciou a intenção de expandir os laços diplomáticos com o Reino Unido "em todas as áreas", citando o apoio britânico às negociações que culminaram no Plano de Ação Conjunto Global. |
| Itália         | Florença                    | 22 de setembro             |                      | May visitou a cidade italiana de Florença para um discurso histórico sobre o Brexit. A primeira-ministra defendeu um período transicional após a conclusão do processo de saída do Reino Unido da União Europeia visando permitir discussão de tratados e acertos financeiros. May também anunciou que o governo britânico "honrará seus compromissos financeiros". |
| Estónia        | Tapa Tallinn                | 28-29 de setembro          | Kersti Kaljulaid     | May visitou a base militar da OTAN em Tapa acompanha dos presidentes Kersti Kaljulaid e Emmanuel Macron, fortalecendo o posicionamento contra a Rússia. Posteriormente, os líderes se reuniram para uma cimeira na capital Tallinn que contou com a presença da Chanceler alemã Angela Merkel. Segundo informativo da 10 Downing Street, May e Merkel concordaram em estabelecer direitos sobre a cidadania europeia brevemente. |
| Bélgica        | Bruxelas                    | 16 de outubro              |                      | May viajou a Bruxelas para uma jantar oficial com o Presidente da Comissão Europeia Jean-Claude Juncker. Durante o encontro, os dois líderes concordaram em "acelerar" as negociações sobre o Brexit. |
| Bélgica        | Bruxelas                    | 19-20 de outubro           |                      | May compareceu a reunião de cúpula da União Europeia sobre o Brexit para debate dos direitos de cidadãos europeus no Reino Unido, bem como a situação financeira do país e as questões territoriais com a Irlanda do Norte e a Irlanda. |
| Suécia         | Gotemburgo                  | 17 de novembro             | Stefan Löfven        | May participou de reunião de cúpula da União Europeia sobre geração de empregos, reformas sociais e crescimento econômico no continente. Paralelamente, reuniu-se com Donald Tusk para debate sobre as futuras negociações do Brexit. |
| Bélgica        | Bruxelas                    | 24 de novembro             |                      | May participou de cimeira de segurança com países não-membros da União Europeia, incluindo Ucrânia, Belarus, Moldávia, Arménia e Azerbaijão. As políticas diplomáticas da Rússia e o comprometimento do Reino Unido com a segurança regional após o Brexit também foram temas debatidos na ocasião. |
| Arábia Saudita | Riade                       | 28-29 de novembro          | Rei Salman           | Em sua visita à Arábia Saudita, Theresa May defendeu o fortalecimento dos laços comerciais entre as duas nações, citando que o país árabe é o segundo maior parceiro comercial dos britânicos na região. Em Riade, May foi recebida pelo Príncipe-herdeiro Mohammad bin Salman para discutir a crise humanitária no Iêmen e a tensão diplomática árabe-catari. |
| Iraque         | Bagdá                       | 29 de novembro             | Haider al-Abadi      | Em sua viagem ao Iraque, May visitou tropas britânicas e iraquianas na região de Taji. A visita não foi informada aos veículos de imprensa por questões de segurança, sendo esta a primeira vez em que a primeira-ministra adentrou uma zona de conflito e a primeira visita de um líder britânico ao país desde a de Gordon Brown em 2008. Posteriormente, May viajou para a capital Bagdá, onde foi recebida pelo Primeiro-ministro Haider al-Abadi e prometeu reforçar o apoio britânico contra o Estado Islâmico. |
| Jordânia       | Amã                         | 30 de novembro             | Rei Abdullah II      | Na última viagem de sua digressão pelo Oriente Médio, May reuniu-se com o Primeiro-ministro jordaniano Hani al-Mulki para discutir as relações comerciais entre os dois países. Em seguida, a primeira-ministra reuniu-se com membros da Arab Women’s Enterprise Fund, associação de defesa dos direitos das mulheres. No encerramento da viagem, May discursou perante o Parlamento da Jordânia e reuniu-se com empresários. |
| Bélgica        | Bruxelas                    | 4 de dezembro              |                      | May, na companhia do Secretário para a Saída da União Europeia David Davies, reuniu-se com o Presidente da Comissão Europeia Jean-Claude Juncker e o Presidente do Conselho Europeu Donald Tusk em Bruxelas "em uma tentativa final de alcançar um acordo sobre o Brexit" antes da Cimeira da Europa sobre relações comerciais após o Brexit. |
| Bélgica        | Bruxelas                    | 8 de dezembro              |                      | May regressou a Bruxelas, onde o Presidente da Comissão Europeia Juncker anunciou "um avanço" nas negociações do Brexit. Os acordos delimitam questões como: proteção dos direitos de cidadãos europeus no Reino Unido e cidadãos britânicos no restante do continente; e circunstâncias especiais para a Irlanda do Norte". |
| França         | Paris                       | 12 de dezembro             | Emmanuel Macron      | May participou da Cimeira "Um Planeta", liderada por Emmanuel Macron em comemoração ao aniversário de dois anos do Acordo de Paris. |
| Bélgica        | Bruxelas                    | 14-15 de dezembro          |                      | May participou da Cimeira do Conselho Europeu. |
| Polónia        | Varsóvia                    | 21 de dezembro             | Andrzej Duda         | Em Varsóvia, May assinou tratados de cooperação na área de segurança. |

## 2018
| País      | Cidade/Região          | Período                      | Anfitrião            | Detalhes                                                                        |
| --------- | ---------------------- | ---------------------------- | -------------------- | ------------------------------------------------------------------------------- |
| Suíça     | Davos                  | 25 de janeiro                |                      | May reuniu-se e discursou para empresários no Fórum Econômico Mundial em Davos. |
| China     | Wuhan Beijing Shanghai | 31 de janeiro-2 de fevereiro | Xi Jinping           |                                                                                 |
| Alemanha  | Berlim Munique         | 22-23 de março               | Angela Merkel        |                                                                                 |
| Bélgica   | Bruxelas               | 22-23 de março               |                      |                                                                                 |
| Dinamarca | Copenhaga              | 9 de abril                   | Lars Løkke Rasmussen |                                                                                 |
| Suécia    | Estocolmo              | 9 de abril                   | Stefan Löfven        |                                                                                 |

## 2019
| País    | Cidade/Região   | Período            | Anfitrião           | Detalhes |
| ------- | --------------- | ------------------ | ------------------- | --- |
| Bélgica | Bruxelas        | 7-8 de fevereiro   | Jean-Claude Juncker | May viajou a Bruxelas, onde reuniu-se com o Presidente da Comissão Europeia Jean-Claude Juncker e o Presidente do Conselho Europeu Donald Tusk para negociar o processo de saída da União Europeia.  |
| Irlanda | Dublin          | 8 de fevereiro     | Leo Varadkar        | May reuniu-se com o Taoiseach Leo Varadkar para negociar mais detalhadamente o impacto do Brexit sobre as fronteiras da Irlanda.                                                                     |
| Bélgica | Bruxelas        | 20 de fevereiro    |                     | May voltou a reunir-se com lideranças europeias sobre o processo do Brexit. |
| Egito   | Sharm-el-Sheikh | 24-25 de fevereiro | Abdel el-Sisi       | May compareceu à primeira Cimeira Liga Árabe-União Europeia. Paralelamente ao evento, a primeira-ministra britânica reuniu-se com lideranças da União Europeia sobre a saída do país da organização. |

## Eventos multilaterais
| Organização                                    | Ano                            | Ano                            | Ano                                        | Ano                   |
| Organização                                    | 2016                           | 2017                           | 2018                                       | 2019                  |
| ---------------------------------------------- | ------------------------------ | ------------------------------ | ------------------------------------------ | --------------------- |
| AGNU                                           | 19-20 de setembro, Nova Iorque | 19-20 de setembro, Nova Iorque | 25-27 de setembro, Nova Iorque             | –                     |
| G7                                             | –                              | 26-27 de maio, Taormina        | 8-9 de junho, La Malbaie                   | –                     |
| G20                                            | 4-5 de setembro, Hangzhou      | 7-8 de julho, Hamburgo         | 30 de novembro-1 de dezembro, Buenos Aires | 28-29 de junho, Osaka |
| OTAN                                           | –                              | 25 de maio, Bruxelas           | 11-12 de julho, Bruxelas                   | –                     |
| CHOGM                                          | –                              | –                              | 18-20 de abril, Londres                    | –                     |
| ██ = Não estava no cargo; ██ = Não compareceu. |                                |                                |                                            |                       |